# Schizentaspidus loranthi
Schizentaspidus loranthi är en insektsart som beskrevs av Mamet 1958. Schizentaspidus loranthi ingår i släktet Schizentaspidus och familjen pansarsköldlöss. Inga underarter finns listade i Catalogue of Life.